# Navia (mitología)
Navia es un diosa precéltica de origen indoeuropeo. Se discute su origen y pertenencia a algún grupo étnico (cultura campaniforme, cultura de los campos de urnas o cultura de La Tène). De género femenino, se la suele considerar una diosa de la fecundidad. Se han encontrado ofrendas de espadas en su honor en los cauces de los ríos europeos. Se desconocen más datos de su figura, procedencia, a qué grupo de dioses pertenecía, tipo de rituales o ciclo de mitos asociado a ella. 
Su nombre se encuentra por todo el noroeste de la península ibérica con el nombre de Nauia (al norte del Miño) o su variante Nabia (en el sur) con una veintena de epígrafes documentando su culto en un área que incluye a Galaicos, Lusitanos y Astures. Los dedicantes son sobre todo indígenas, como refleja su antroponimia y como sucede en el resto de las divinidades de la zona. 
La interpretación mayoritaria defiende un carácter acuático para Navia (así Blázquez, Coelho, Ferreira da Silva y otros). Leite de Vasconcelos ya relacionó a esta diosa con los santuarios acuáticos y con el sánscrito navya, “curso de agua”. Apoyaría esta interpretación la existencia de hidrónimos modernos como Navia, Naviegu, Navelgas, Navidiellu, y Nalón (antiguo *Nauilo) repartidos entre Galicia y Asturias, Navea (afluente del Sil en Orense), o los antiguos Nabalia (Eck afluente del Rhin), Nauaeus (Río Naver, Escocia) Nauesbia (actual Naseby, Northants) o Nabarcos (Neber, Gran Bretaña). 
Blanca García ha explicado la vinculación de Nabia con los ríos a partir de la concepción céltica del agua como elemento característico del acceso al más allá: desde esta perspectiva, Nabia sería una divinidad soberana facilitadora del acceso al allende a través del agua. 
Otros (así Prosper) defienden una relación con el moderno nava 'valle', teniendo en cuenta la ausencia de corrientes acuáticas en algunos lugares de culto, consideran a Nauia diosa indígena de los valles (*<Nau-ya 'con forma de nave o barco') semejante a la Diana de los latinos. Su vínculo con las divinidades acuáticas, se explicaría por el hecho de que los valles pudieran acoger la existencia de un río. 
En realidad ambas percepciones son compatibles, pudiendo traducirse Navia como "la barquera", que al habitar necesariamente en cursos fluviales les habría dado nombre. El mito aparece en los arcaicos pasajes del segundo ciclo de la epopeya heroica irlandesa en los que se describe a una bella mujer que en el mito céltico desempeña el papel de mensajera de la Muerte y psicopompa conductora de las almas de los jóvenes a la morada de los difuntos, cual moura o lavandeira de ciertas leyendas. Cúchulainn, sin saberlo, hiere mortalmente a su propio hijo Connla o Conlaoch. Aparece entonces un hada que se dirige a Connla para decirle: ”Los inmortales te invitan. Serás uno de los héroes del pueblo de Tethra. Día tras día se te verá en las asambleas de tus abuelos, en medio de aquellos que te conocen y te aman". Cúchulainn ve cómo su hijo se lanza a la barca de vidrio que usa la hechicera, y le ve alejarse hasta desaparecer. El mito se repite en el viaje de Arturo hacia su destino final en Avalon, y aún sobrevive en el norte, en advocaciones a la Virgen de la Barca (Muxía) o Virgen de Covadonga (Cangas de Onís) ambas festividades del 8 de septiembre. También, en la Villa Asturiana de Navia, celebran sus fiestas por La Virgen de la Barca el 15 de agosto.